# Pilophorus fuscipennis
Pilophorus fuscipennis är en insektsart som beskrevs av Knight 1926. Pilophorus fuscipennis ingår i släktet Pilophorus och familjen ängsskinnbaggar. Inga underarter finns listade i Catalogue of Life.